# Barrera de hielo Fimbul
La barrera Fimbul (del inglés: Fimbul Ice Shelf) es una plataforma de hielo de la Antártida con una longitud de aproximadamente 200 km y una anchura de 100 km. Se extiende a lo largo de la costa de la Tierra de la Reina Maud, de 3°Oeste hasta 3°Este y es alimentada por el glaciar Jutulstraumen.Fue fotografiada desde el aire por la Tercera Expedición Antártica Alemana (1938-1939). Fue incluido en mapas por cartógrafos noruegos en base al relevamiento y fotos aéreas de la Expedición antártica noruega-británica-sueca (NBSAE) (1949-1952) y fotografías aéreas de la expedición noruega (1958-1959). Su nombre viene del noruego fimbulisen que significa "hielo gigante".